# Sovietwave
La Sovietwave (anche riportata con la grafia Soviet wave o Soviet-wave) è un sottogenere della synthwave ideato in alcuni Paesi che facevano parte dell'Unione Sovietica, fra cui la Russia.

## Storia
I primi tentativi di trasmettere un senso di nostalgia per l'Unione Sovietica in musica vennero fatti negli anni 2000, quando la trance era all'apice della sua popolarità. I brani dei russi PPK presentano le melodie della musica elettronica sovietica. Durante la metà degli anni 2010, diversi artisti elettronici che facevano parte del più grande novero di revivalisti di musica elettronica del passato, iniziarono a definire la Sovietwave. Nel corso della metà del decennio, il sottogenere si diffuse negli ex Paesi post-sovietici in concomitanza con la proliferazione globale della synthwave.

## Caratteristiche
La Sovietwave vuole riflettere un profondo senso di nostalgia per l'Unione Sovietica, e trasmettere lo zeitgeist dello stile di vita dei cittadini dell'URSS, richiamando la musica che era in auge in Russia e nei paesi sotto il dominio sovietico. Solitamente, la Sovietwave rispecchia una visione ottimistica del progresso dell'URSS e i desideri degli ex sovietici di conquistare lo spazio. Lo stile trasmette anche una visione positiva e distorta dai ricordi d'infanzia degli ideali utopici e filantropici bolscevichi. Lyudmila Shevchenko, studiosa dell'Università Jan Kochanowski, asserì che la Sovietwave è una delle manifestazioni del “mito nostalgico”, un'immagine mitica “viva, sensuale e vivace” nata dalle ceneri di un passato recente. Il genere non è apertamente politico.
La Sovietwave è correlata a diverse tendenze della musica elettronica, fra cui la synthwave, il lo-fi, l'ambient, il synth pop, e la musica elettronica fatta durante gli ultimi anni dell'Unione Sovietica. Lo stile si caratterizza inoltre per i campionamenti tratti da programmi radiofonici, vecchi film educativi, e discorsi di statisti sovietici.
Il genere è influenzato dalla musica di vecchi film e cartoni animati sovietici, fra cui Il mistero del terzo pianeta, Gost'ja iz buduščego, Priklyucheniya Elektronika, Kur'er, Kot Leopold, Moskva-Kassiopeja, Služebnyj roman, Sto dnej posle detstva, Troe iz Prostokvašino, le commedie di Leonid Gajdaj, e le prime puntate del programma TV Yeralash. La Sovietwave è contaminata da compositori sovietici come Eduard Artemyev, Aleksandr Zatsepin, gruppi sovietici come Zodiac, Alliance, Bioconstructor, Mayak, Coffee, Forum e New Collection, e band occidentali popolari nell'URSS, come Depeche Mode, Digital Emotion, e Modern Talking.